# Jean-Marie Cavada
Jean-Marie Cavada, född 24 februari 1940, är en fransk politiker och tidigare journalist. Från sent 1960-tal och fram till tidigt 2000-tal var han verksam som redaktör eller i olika chefspositioner på ett antal rikstäckande franska radio- och TV-kanaler. 2004 inledde Cavada istället en karriär som politiker, och samma år valdes han in som ledamot av Europaparlamentet. Han är sedan 3 december 2011 ordförande för den franska grenen av den tvärpolitiska Europarörelsen.

## Biografi

### Bakgrund
Cavada har spanska rötter, och han föddes 1940 i franska Épinal av spanska föräldrar. Efter att båda föräldrarna försvunnit under andra världskriget, sattes han i fosterhem.

### Journalistisk verksamhet
1960 inledde Cavada sin journalistiska bana på RTF, först i Nancy och därefter i Strasbourg. Från 1969 arbetade han för den internationella franskspråkiga radiokanalen France Inter. 1972 började han som nyhetsuppläsare på OTRF:s andra TV-kanal, och efter en tid som nyhetsredaktör på RTL återvände han 1978 till TV – som informationsansvarig på FR3. Därifrån flyttade han 1981 till konkurrerande TF1. Fem år senare besatte han posten som informationsansvarig på Antenne 2.
1994 var han (med)grundare av TV-kanalen La Cinquième, som åtta år senare bytte namn till dagens France 5. 1998 tillträdde han som ordförande för det nationella franska radiobolaget Radio France, och under hans tid som ordförande för bolaget inträffade 2004 en 18 dagar lång strejk.

### Politisk karriär
2004 avgick Cavada från posten som Radio France-ordförande. Samma år inledde han en karriär som politiker, där han kandiderade och valdes in till Europaparlamentet för Unionen för fransk demokrati. Sedan 2004 är han ordförande för utskottet för medborgerliga fri- och rättigheter samt rättsliga och inrikes frågor.
2007 var Cavada medgrundare av Avenir démocrate. Fram till 2009 var han del av i partigruppen Alliansen liberaler och demokrater för Europa (ALDE). Han har under åren kommit att bli medlem i ett antal olika utskott, och räknades 2011 som en av de tre mest inflytelserika EU-parlamentarikerna.
Som del av den mångåriga processen för att modernisera och harmonisera EU:s/EU-ländernas upphovsrättslagstiftning föreslog Cavada 2015 en begränsning i panoramafriheten för alla EU:s länder. Förslaget antogs i den utskottsrapport som 9 juli 2015 läggs fram för beslut i plenum i Europaparlamentet, som underlag till ett kommande EU-direktiv. Cavada hävdade själv att förslaget skulle begränsa "Amerikanska monopol som Facebook och Wikimedia" och tjäna till att skydda "en sektor av europeisk kultur och kreativitet".